# Synophis insulomontanus
Espèce
Synophis insulomontanus est une espèce de serpents de la famille des Dipsadidae.

## Répartition
Cette espèce est endémique du Pérou. Elle se rencontre dans les régions de Huánuco et de San Martín entre 1 122 et 1 798 m d'altitude.

## Description
Le mâle holotype mesure 335,3 mm de longueur standard et  180,9 mm de queue.

## Publication originale
- Torres-Carvajal, Echevarría, Venegas, Chávez & Camper, 2015 : Description and phylogeny of three new species of Synophis (Colubridae, Dipsadinae) from the tropical Andes in Ecuador and Peru. ZooKeys, no 546, p. 153-179 (texte intégral).